# 소넷 (소니)
소넷(일본어: ソネット, So-net)은 소니그룹의 완전 자회사인 소니 네트워크 커뮤니케이션즈 주식회사(ソニーネットワークコミュニケーションズ株式会社)에서 운영하는 일본의 인터넷 서비스 제공자이다.

## 연혁
- 1995년 11월 – 운영 회사인 소니 커뮤니케이션 네트워크 코퍼레이션(SCN)이 소니그룹의 자회사로 설립되었다.
- 1996년 1월 – ISP 사업을 시작했다.
- 1997년 11월 – PostPet DX 메일 소프트웨어를 출시했다.
- 1999년 11월 – 개인정보보호마크를 획득한 최초의 인터넷 서비스 제공자 (ISP)가 되었다.
- 2001년 8월 – 비대칭 디지털 가입자 회선 서비스를 시작했다.
- 2001년 9월 – 저스트시스템으로부터 "JustNet" 운영 회사인 웹온라인 네트워크를 인수했다.
- 2001년 10월 – "Harbot" 서비스를 시작했다.
- 2002년 4월 – 웹온라인 네트워크 유한회사와 합병했다.
- 2002년 5월 – 광섬유 연결 서비스를 시작했다.
- 2003년 3월 – IP 전화 서비스를 시작했다.
- 2005년 12월 – 도쿄 증권거래소 마더스 시장에 상장했다.
- 2006년 10월 – 회사명을 소넷 엔터테인먼트 코퍼레이션으로 변경했다.
- 2007년 7월 – MotionPortrait Inc.를 설립했다.
- 2007년 8월 – 소넷 엔터테인먼트 타이완 유한회사를 연결 자회사로 인수했다.
- 2007년 11월 – 본사를 도쿄 시나가와구 오사키로 이전했다.
- 2008년 1월 – 도쿄증권거래소 1부 상장.
- 2008년 7월 – 소넷 미디어 네트워크 코퍼레이션을 연결 자회사로 인수했다.
- 2009년 3월 – 소넷 엔터테인먼트 타이완 유한회사가 중화전신(CHT)과 자본/사업 제휴 계약을 체결했다.
- 2010년 2월 – 유선 코퍼레이션으로부터 ISP 사업을 인수했다.
- 2011년 5월 – 알 수 없는 IP 주소로부터 소넷이 해킹당했다. 약 1225달러 상당의 고객 적립금 포인트가 도난당했다.[3]
- 2012년 7월 – 소넷 비즈니스 어소시에이트 코퍼레이션을 설립했다.
- 2012년 12월 – 도쿄증권거래소 1부 상장 폐지.
- 2013년 1월 – 소니 코퍼레이션의 완전 자회사가 되었다.
- 2013년 4월 – 소넷은 2Gbit/s 인터넷을 제공하는 FTTH 서비스인 누로 히카리를 출시했다.[4] 초기 시장은 일본의 지바현, 군마현, 이바라키현, 도치기현, 도쿄, 가나가와현, 사이타마현을 포함한다.
- 2013년 7월 – 회사명을 소넷 코퍼레이션으로 변경했다.
- 2014년 4월 – 소니 비즈니스 솔루션 코퍼레이션의 기업용 IT 솔루션 서비스인 “bit-drive” 사업을 통합했다.
- 2015년 2월 – “소넷 히카리 컬래버레이션” 출시
- 2015년 6월 – 소넷은 10Gbit/s 인터넷을 제공하는 FTTH 서비스인 누로 히카리 10G를 출시했다. 이 서비스는 일본에서 10G 마케팅 경쟁을 주도했다.[5][6]
- 2016년 7월 – 회사명을 소니 네트워크 커뮤니케이션즈 주식회사로 변경했다.
- 2016년 10월 – 소넷은 NTT 도코모 및 소프트뱅크 네트워크에서 운영되는 가상 이동 통신망 사업자(MVNO)인 누로 모바일을 출시했다.

## 서비스
- 통신 서비스
- IoT 제품 및 서비스
- AI 서비스
- 솔루션 서비스

## 자회사
- 소니 비즈니스 네트워크
- 소넷 게임 스튜디오
- 소벡
- 소넷 엔터테인먼트 타이완
- 소니 네트워크 커뮤니케이션 유럽